# Predviđanje gena
U računarskoj biologiji predviđanje gena ili nalaženje gena je proces identifikacije regiona genomskog DNK koji kodiraju gene. To obuhvata gene koji kodiraju proteine kao i RNK gene, a može da obuhvata i predviđanje drugih funkcionalnih elemenata kao što su regulatorni regioni. Nalaženje gena je jedan od prvih i najvažnijih koraka u razumevanju genoma jedne vrste nakon njegovog sekvenciranja.
U prošlosti se „nalaženje gena“ sastojalo od tegobnog eksperimentisanja sa živim ćelijama i organizmima. Statistička analiza stopa homologne rekombinacije nekoliko različitih gena može da odredi njihov redosled na datom hromozomu, i informacije iz mnoštva takvih eksperimentata se mogu kombinovati da bi se kreirala genetička mapa, koja grubo specificira međusobne lokacije poznatih gena. U današnje vreme zahvaljujući postojanju sveobuhvatnih genomskih sekvenci i moćnih računskih resursa nalaženje gene je u znatnoj meri postao računarski problem.
Određivanje da li je neka sekvenca funkcionalna se razlikuje of određivanja funkcije gena ili njegovog produkta. Ove drugi ciljevi su u znatnoj meri zavisni od in vivo eksperimenata putem genskih nokaouta i drugih testova, mada napredak u bioinformatičkim istraživanjima u sve većoj meri omogućava predviđanje mogućih funkcija gena na osnovu same sekvence.

## Spoljašnje veze
- Архивирано 2013-01-04 на сајту
- geneid,
- Glimmer Архивирано на веб-сајту  (26. август 2011),  Архивирано на веб-сајту  (18. август 2011)